# カザフスタンの国章
カザフスタンの国章（カザフスタンのこくしょう）は、カザフスタンがソビエト連邦から独立した後の1992年6月4日に導入されたものである。このエンブレムの作者は、ザンダルベク・マリベコフ（Jandarbek Melibekov）とショタ・ウァリハノフ（Shota Walikhanov）で、コンペの決勝において多数の国章案の中から選ばれた 。1992年当時のデザインでは、「カザフスタン」という国名を表記するのにキリル文字が採用されていたが、カザフスタンがラテン文字を導入したのに伴い、2018年11月1日に国名がラテン文字で書かれたデザインが採用された。

## 図案の主体

シャニラク（図案化されたもの）

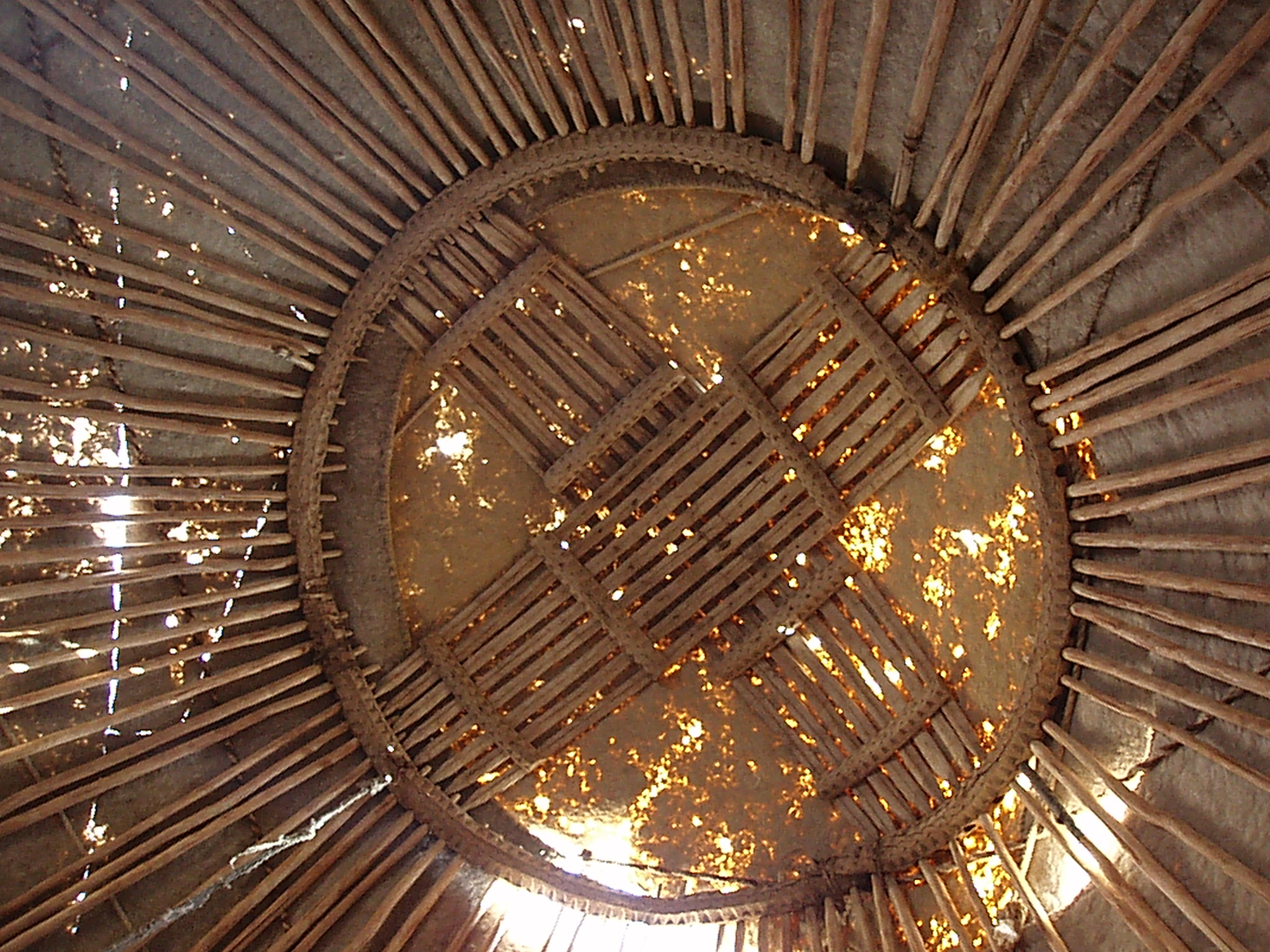
シャニラクをユルト内部から見上げたもの（写真はウズベキスタンにおけるカザフ人のユルトのもの）

カザフスタンの国章の中央の、円の中に三本の線が交差した形のものは、遊牧民の伝統的なテント式家屋（カザフではユルトと呼ぶ）の頂部にあるドーム型の構造・シャニラク（カザフ語: Шаңырақ, şañıraq, shanyrak）を表したものである。黄色いシャニラクは青空の中に輝き、日光のような光を放射している。その左右に、神話に登場する馬「タルパール」が二頭、背中合わせになって翼でシャニラクを支えている。頂上には黄色い星があり、底の帯にはカザフ語で「カザフスタン」という国名を表す「QAZAQSTAN」の字が書かれている。
シャニラクは家族の健康・平和・平穏を、歴史と未来とを表す。エンブレムの円形は生命と永遠性を表す。青い色は大空と平和、すべての人々の間の統一を表し、黄金色は農業と光、カザフスタンの人々の明るい未来を表す。
シャニラクと同様のものは隣国であるキルギスの国旗にも描かれている。キルギス語ではトゥンドゥク（キルギス語: түндүк, tunduk）と呼ばれている。

## 歴代の国章ならびに関連紋章

### ロシア帝国時代の県章

セミパラチンスク州の州章 （1854年 ～ 1920年）
トゥルガイ州の州章 （1868年 ～ 1920年）
ウラリスク州の州章 （1868年 ～ 1920年）
アクモリンスク州の州章 （1868年 ～ 1920年）

### カザフ・ソビエト社会主義共和国の国章

カザフ・ソビエト社会主義共和国時代の国章 （1939年～1978年）
カザフ・ソビエト社会主義共和国時代の国章

独立前のカザフ・ソビエト社会主義共和国には、1937年5月26日に制定された国章があった。これはソビエト連邦の国章のデザインの影響を強く受けている。
国章は円形をしており、中央には鎌と槌のシンボルが描かれ、下から黄色い朝日が日光を放射している。エンブレムを取り囲む小麦の穂はカザフの主産業である農業を表す。「万国の労働者よ、団結せよ!」のスローガンが、カザフの公用語であったカザフ語とロシア語で小麦を結ぶ赤色の帯に書かれていた。

### 独立後の国章

国家基準導入前の図案
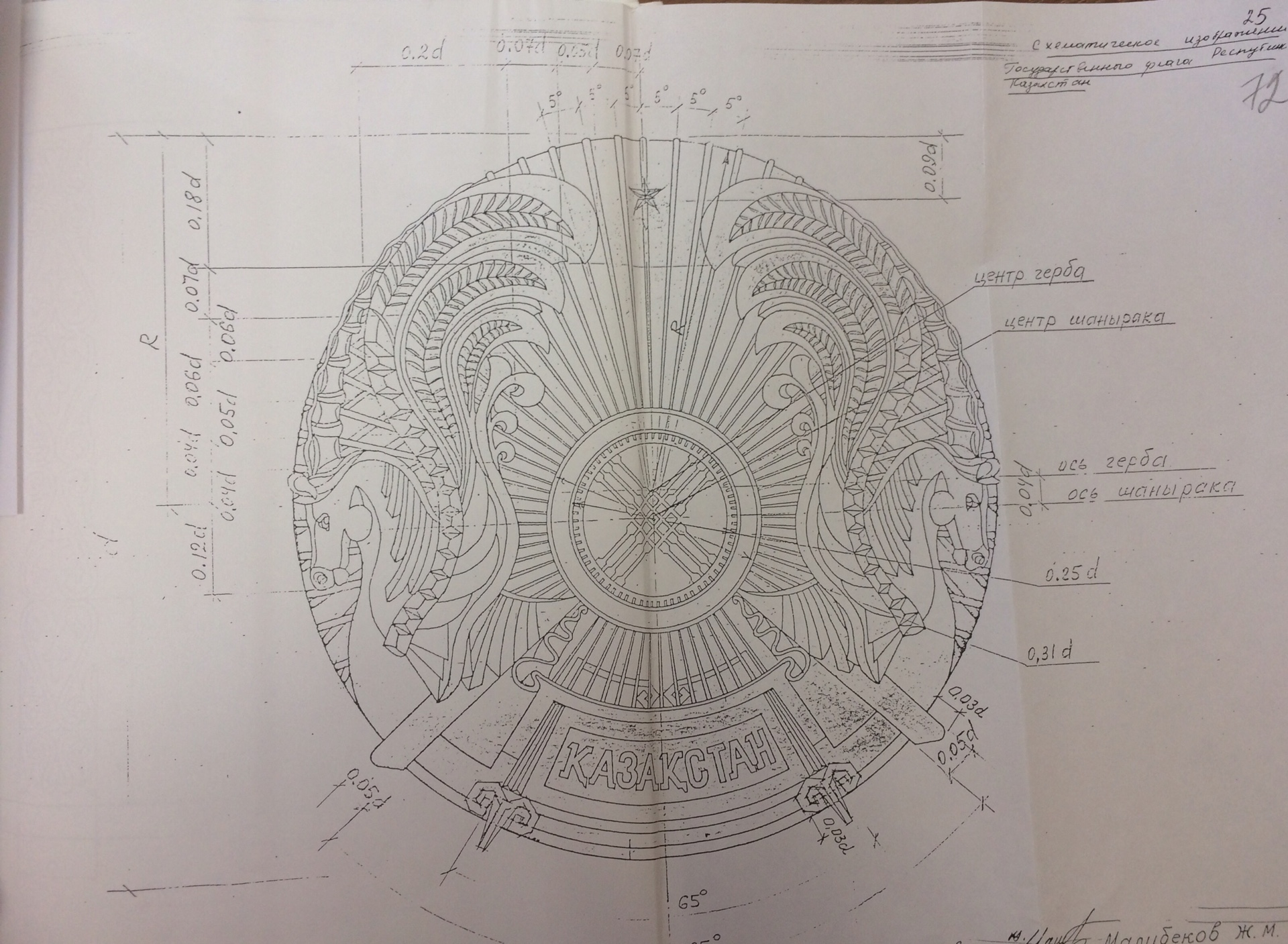
1992年時の製図用コンテ
国家基準における公式図案 （レンダリング処理後，2014年 ～ 2018年時）
国家基準における公式図案 （レンダリング処理後，2018年 ～ ）